# If I Needed Someone
If I Needed Someone är en låt som skrevs av George Harrison år 1965 för The Beatles där han var en av medlemmarna.

## Låten och inspelningen
"If I Needed Someome" inspelades den 16 oktober 1965. Låten var George Harrisons dittills mest genomarbetade låt, särskilt instrumentellt. Gitarrspelet är påverkat av The Byrds låt "The Bells of Rhymney" medan arrangemanget generellt är inspirerat av indisk musik. Låten spelades in 16 oktober 1965 med pålägg gjorda 18 oktober och kom med på LP:n Rubber Soul, som utgavs i England 3 december 1965 och i USA på LP:n Yesterday... and Today som utkom 20 juni 1966.  En version med The Hollies lanserades samma dag. George Harrison tyckte dock inte om Hollies version och motarbetade denna.

## Medverkande
- John Lennon — bakgrundssång, rytmgitarr
- Paul McCartney — bakgrunssång, basgitarr
- George Harrison — sång, sologitarr, 12-strängad gitarr
- Ringo Starr — trummor, tamburin
- George Martin — orgel